# Seth Low
Seth Low, född 18 januari 1850 i Brooklyn, New York, död 17 september 1916 i Bedford Hills, New York, var en amerikansk politiker (republikan). Han var New Yorks borgmästare 1902–1903.
Low utexaminerades 1870 från Columbia College. Som Brooklyns borgmästare från 1881 till 1885 fick han ett rykte om sig som reformist, inte minst när det gällde omorganiseringen av de offentliga skolorna. År 1890 tillträdde han som rektor för Columbia College, en tjänst han innehade fram till år 1901. År 1896 bytte Columbia College namn till Columbia University.